# Miette (rivière)
Pour les articles homonymes, voir Miette.
La Miette est une rivière française du département de l'Aisne, en région Hauts-de-France et un affluent droit de l'Aisne, c'est-à-dire un sous-affluent du fleuve la Seine, par l'Oise.

## Géographie
De 15,1 kilomètres de longueur, la Miette prend sa source sur la commune d'Amifontaine à 70 mètres d'altitude, au lieu-dit la source à l'Aisne.
Elle coule globalement du nord vers le sud, et passe sous l'Autoroute A26 à l'ouest d'Amifontaine.
Il conflue sur la commune de Pontavert, à 54 mètres d'altitude.
Les cours d'eau voisins sont l'Aisne au sud et au sud-est et le ruisseau des Barres à l'est, la Souche au nord, l'Ailette à l'ouest.

### Communes et cantons traversés

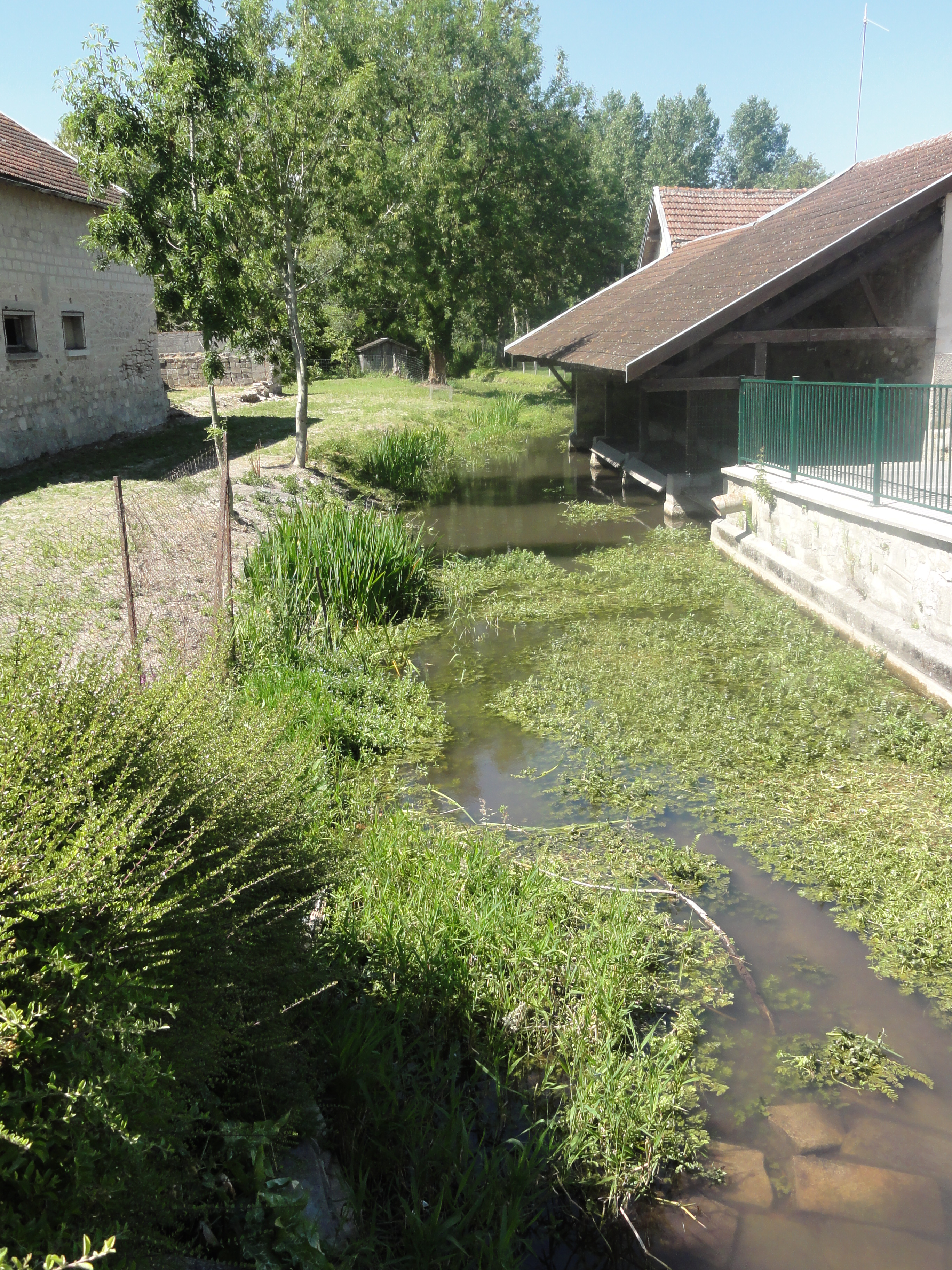
Un lavoir sur la Miette à Juvincourt..

Dans le seul département de l'Aisne, la Miette traverse les cinq communes suivantes, dans le sens amont vers aval, d'Amifontaine (source), de Juvincourt-et-Damary, La Ville-aux-Bois-lès-Pontavert, Berry-au-Bac, et Pontavert (confluence).
Soit en termes de cantons, la Miette prend source et conflue dans le même canton de Neufchâtel-sur-Aisne, le tout dans l'arrondissement de Laon.

### Bassin versant
La Miette traverse une seule zone hydrographique « La Miette de sa source au confluent de l'Aisne (exclu) » (H143) est de 102 km2. Le bassin versant est composé à 84,82 % de « territoires agricoles », à 11,41 % de « forêts et milieux semi-naturels », et à 3,12 % de « territoires artificialisés ».

### Organisme gestionnaire
L'organisme gestionnaire est Syndicat intercommunal de gestion et de mise en valeur de l’Aisne non navigable axonaise, sis à Bourg-et-Comin.

## Affluents
La Miette n'a pas de tronçons affluents référencés,.
Pourtant Géoportail et le SAGE référencent :
- le ruisseau de Fayou (rd[note 2]), 8,6 km, sur les cinq commune de Juvincourt-et-Damary, Corbeny, Aizelles, Aubigny-en-Laonnois et Saint-Thomas.

### Rang de Strahler
Le rang de Strahler est donc de deux.

## Hydrologie
Les eaux de la Miette sont très froides et la température dépasse rarement 15 °C. C'est le seul cours d'eau de Picardie à présenter de telles caractéristiques.
La Miette connait des assecs comme la Loivre (10,5 km) et son affluent. la Miette a une station ONDE de l'Observatoire national des étiages sise à Pontavert. Cette station était à sec pendant cinq observations sur les onze effectuées entre 2004 et 2006. la Miette est dans un territoire à sensibilité forte à l'érosion.

## Aménagements et écologie

### Pêche et AAPPMA
La Miette est un cours d'eau de deuxième catégorie.

### Écologie et ZNIEFF
« Cours de la Miette » est une ZNIEFF de type I, de 15 hectares,.

### Faune
Dans la rivière, on trouve la lote de rivière et le grand brochet, deux espèces vulnérables, ainsi que la truite fario.

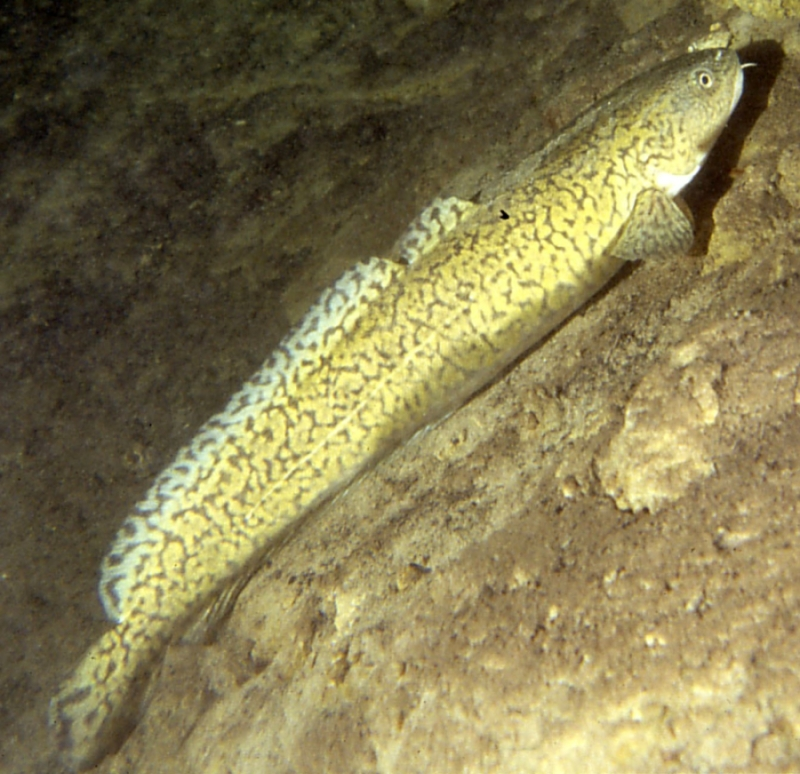
La lote de rivière.
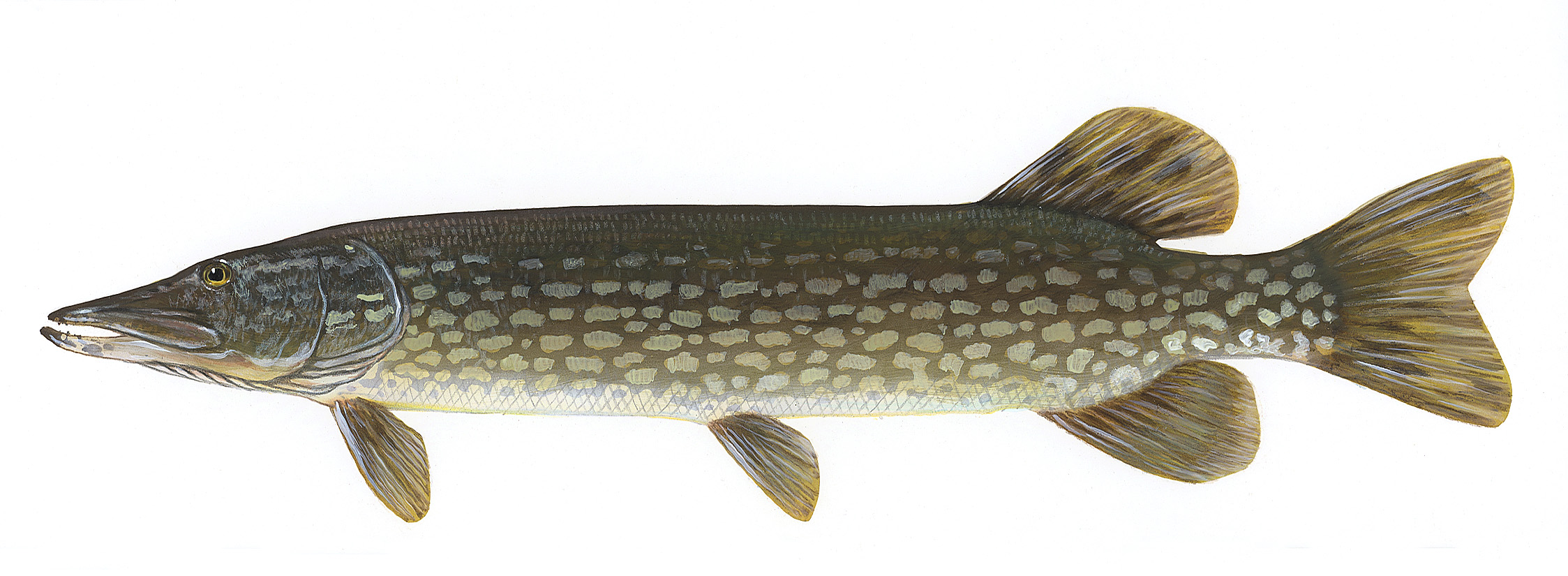
Le grand brochet.
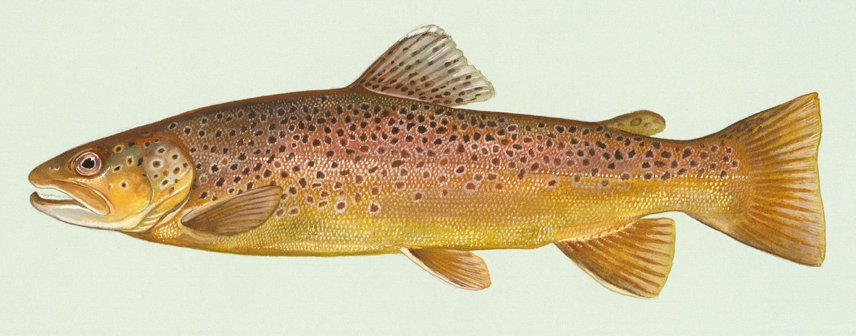
La truite fario.